# Ortalis motmot
Ortalis motmot е вид птица от семейство Cracidae. Видът е незастрашен от изчезване.

## Разпространение
Разпространен е в Бразилия, Колумбия, Френска Гвиана, Гвиана, Суринам и Венецуела.